# Anomalepis mexicanus
Espèce
Synonymes
- Anomalepis dentatus Taylor, 1939

Statut de conservation UICN

 DD  : Données insuffisantes
Anomalepis mexicanus est une espèce de serpents de la famille des Anomalepididae.

## Répartition
Cette espèce se rencontre au Nicaragua, au Costa Rica et au Panamá.
En dépit de son nom, sa présence au Mexique est incertaine.

## Publication originale
- Jan, 1860 : Iconographie générale des ophidiens. Tome Premier, J. B. Balliere et Fils, Paris (texte intégral).